# Bab Ballads
Le Bab Ballads sono una raccolta di versi satirici di W. S. Gilbert, illustrate con delle caricature realizzate dallo stesso autore. Gilbert scrisse le Ballads prima di diventare famoso per la stesura dei libretti per le opere comiche realizzate con il musicista Arthur Sullivan. Scrivendo le Bab Ballads, Gilbert mise in atto il suo stile narrativo, dove la comicità derivava dall'impostare una premessa ridicola e lavorarvi sopra, fino alle logiche conseguenze per quanto assurde potessero essere. Le Ballads rivelano inoltre l'approccio cinico e satirico messo in atto da Gilbert per raccontare le sue storie. Esse divennero famose in sé stesse anche se spesso vennero poi utilizzate nella stesura dei soggetti delle opere del duo Gilbert e Sullivan. Le Bab Ballads presero il loro nome dal nomignolo che aveva Gilbert da bambino, a seguito del fatto che l'autore iniziò a firmare le sue illustrazioni con la sigla "Bab".
Niente è mai stato prodotto in lingua inglese di simile alle Ballads. Esse contengono in uno satira e nonsenso, oltre a una grande quantità di assurdità. Le Ballads venivano lette durante i ricevimenti nelle case private, nel corso di banchetti pubblici e anche alla  Camera dei Lords. Di esse vennero realizzate innumerevoli pubblicazioni e vi sono ancora delle registrazioni sonore di alcune delle più note.